# Jonathan dos Santos
Jonathan dos Santos Ramírez (ur. 26 kwietnia 1990 w Monterrey) – meksykański piłkarz występujący na pozycji środkowego pomocnika w Club América i w reprezentacji Meksyku. 
Jest synem byłego piłkarza Geraldo dos Santosa (lepiej znanego jako Zizinho) i młodszym bratem Giovaniego dos Santosa.

## Kariera klubowa
Do Barcelony dos Santos trafił po tym jak wraz z klubem ze swojego rodzinnego miasta, CF Monterrey wystąpił w turnieju rozgrywanym we Francji.
Zaczął swą karierę w zespole juniorskim Infantil B, zaś później piął się po szczeblach młodzieżowych Blaugrany: Infantil A, Cadete B, Cadete A i Juvenil B.
W sezonie 2008/09 trafił do zespołu Juvenil A, gdzie został kapitanem. W tym samym sezonie otrzymał hiszpański paszport.
Latem 2009 roku Luis Enrique, menadżer Barcelony B zdecydował się włączyć go do drugiego zespołu Blaugrany. Jednak trener pierwszej drużyny Josep Guardiola powołał go kadry FC Barcelony, która pojechała na przedsezonowe zgrupowanie w Anglii i tournée po Stanach Zjednoczonych.
15 sierpnia 2009 roku dos Santos został po raz pierwszy powołany do kadry pierwszego zespołu na spotkanie finałowe Superpucharu Hiszpanii przeciwko Athletic Bilbao, jednakże ostatecznie nie znalazł się w kadrze i cały mecz obejrzał z trybun.
Dos Santos zadebiutował w Barcelonie B 5 września 2009 r. w zremisowanym 1-1 spotkaniu przeciwko Mallorce B.
24 listopada 2009 roku po raz pierwszy zagrał w pierwszym zespole Barcelony, zastępując Andrésa Iniestę w 94. minucie meczu Ligi Mistrzów z Interem Mediolan.
9 lipca 2014 roku ogłoszono, że Jonathan dos Santos został piłkarzem Villarreal CF.
27 lipca 2017 roku przeniósł się do amerykańskiego klubu Los Angeles Galaxy występującego w Major League Soccer.

## Kariera reprezentacyjna
22 września 2009 roku został powołany do reprezentacji Meksyku przez Javiera Aguirre na towarzyskie spotkanie z reprezentacją Kolumbii, które zostało rozegrane 30 września. Na mecz wyszedł w wyjściowej "jedenastce", a w 72. minucie tego meczu trener zadecydował, żeby ściągnąć go z boiska, a w jego miejsce został wprowadzony na boisko Patricio Araujo dzięki czemu zadebiutował w dorosłej reprezentacji, która przegrała ostateczne 2-1.
Został powołany na Złoty Puchar CONCACAF 2019. W meczu finałowym przeciwko Stanom Zjednoczonym zdobył bramkę dającą tytuł Meksykowi. 